# جولین سیتو
جولین سیتو (انگلیسی: Julien Cétout؛ زادهٔ ۲ ژانویهٔ ۱۹۸۷ یا ۲ ژانویهٔ ۱۹۸۸) بازیکن فوتبال اهل فرانسه است که در پست مدافع بازی می‌کرد.
از باشگاه‌هایی که در آن بازی کرده‌است می‌توان به باشگاه فوتبال سن-اتین و باشگاه فوتبال نانسی اشاره کرد.